# Милена Апостолаки
Милена Апостолаки (грч. Μιλένα Αποστολάκη, рођена 21. фебруара 1965) је грчка политичарка Панхеленског социјалистичког покрета.

## Биографија
Рођена је 21. фебруара 1965. у Атини где је дипломирала на Правном факултету Универзитета у Атини. Године 1989. се придружила Правном одељењу Олимпик ерлајнса, а 1992. адвокатској канцеларији у Вашингтону која се бави правом о ваздухопловству и међународним уговорима. Била је члан адвокатске канцеларије премијера Андреаса Папандреуа 1993—1995, а од 1995—2000. специјални саветник у Министарству правде, културе и развоја. Први пут је изабрана за посланика хеленског парламента за изборну јединицу Атина Б са Панхеленским социјалистичким покретом на општим изборима 9. априла 2000, а затим 7. марта 2004, 16. септембра 2007. и на парламентарним изборима 2009. Била је члан Сталног одбора за образовна питања парламента, Посебног сталног одбора за истраживање и технологију и Комисије за ревизију устава. Са бизнисменом Полихронисом Сигелидисом има сина, развели су се 2004. године али судски договор није постигнут. Сигелидис је покренуо кривични поступак против своје супруге на основу кршења услова приступа њиховом детету. Хеленски парламент је одбио да укине њен посланички имунитет, али је Европски суд за људска права пресудио у корист Сигелидиса и пресудио против Републике Грчке и казнио је са 19.000 евра. Именована је 13. априла 2000. за заменика министра развоја задуженог за трговину и заштиту потрошача. У октобру 2001. је изабрана за члана Извршног бироа Панхеленског социјалистичког покрета. Од 16. марта 2005. до децембра 2006. је изабрана за члана Политичког савета Панхеленског социјалистичког покрета са одговорношћу за образовање и културу од јуна 2006. Течно говори енглески и француски језик.